# گلیامو آسنوو
گلیامو آسنوو (به لاتین: Golyamo Asenovo) یک منطقهٔ مسکونی در بلغارستان است که در شهرستان دیمیترووگراد واقع شده‌است.